# Betio
Betio [ˈbeso] ist eine Insel und zugleich ein Ort mit rund 18.500 Einwohnern (Stand 2020) im Südwesten von Tarawa, einem Atoll im Pazifischen Ozean, und gehört zum Inselstaat Kiribati. Die Insel ist als „Haupttor“ Tarawas bekannt und beherbergt auch den Hafen des Atolls. Die Insel bildet den Betio Town Council (BTC).

## Geschichte
In der Zeit vor dem Kontakt mit Europäern war die Insel in acht Kaingas gegliedert, die jeweils einen Teil des Festlandes und angrenzendes Meeresgebiet umfassten. Die Bevölkerung eines Kainga betrug bis zu 12 Haushalte, bei einer durchschnittlichen Haushaltsgröße von 6. Die Grenze zur nächstgelegenen Insel Bairiki im Osten wurde durch das Riff Nei Teba gebildet.
Betio wurde bekannt als Schauplatz der Schlacht von Tarawa. Es gibt heute noch zahlreich Wracks in den Riffen der Insel. In den 1970er Jahren erlebte die kleine Insel einen Wirtschaftsboom und war das Zentrum der Wirtschaft von Kiribati. Betio galt in den 1980er Jahren als der am dichtesten besiedelte Platz der Welt. Die Bevölkerung nach der Volkszählung 1978 von 7626 bedeutete damals bereits eine Bevölkerungsdichte von 4566 Ew/km².

## Verbindungen zur Außenwelt
Betio hat einen befahrbaren Damm, der zur Nachbarinsel Bairiki führt. Außerdem befindet sich der Hafen des Inselstaates auf Betio.

## Ämter
Auf der Insel Betio haben unter anderem folgende Behörden ihren Sitz: Amt für Tourismus, Amt für den Handel, Zollamt, Höchstes Gericht (Kiribati High Court), Hafenamt (Kiribati Port Authority) und das Polizei-Hauptquartier.

## Historische Karten

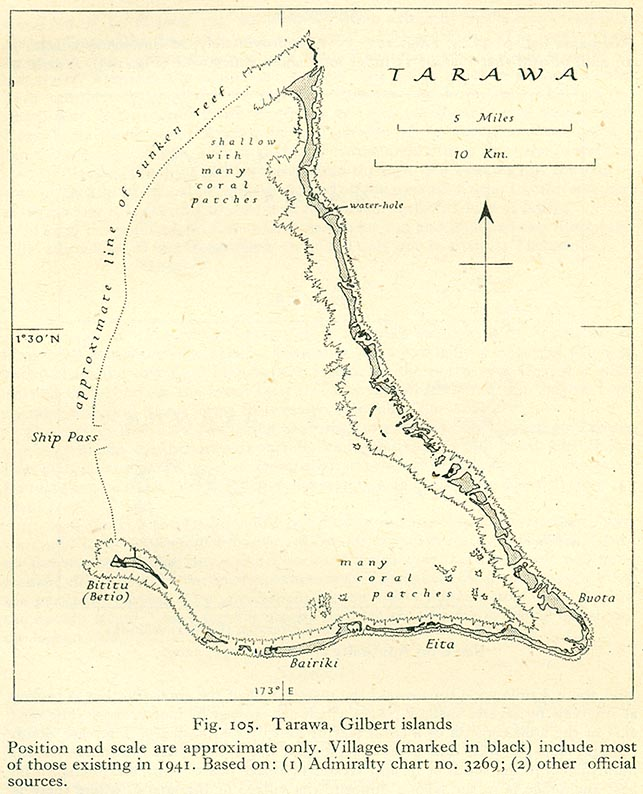
Karte des Tarawa-Atolls aus dem Zweiten Weltkrieg
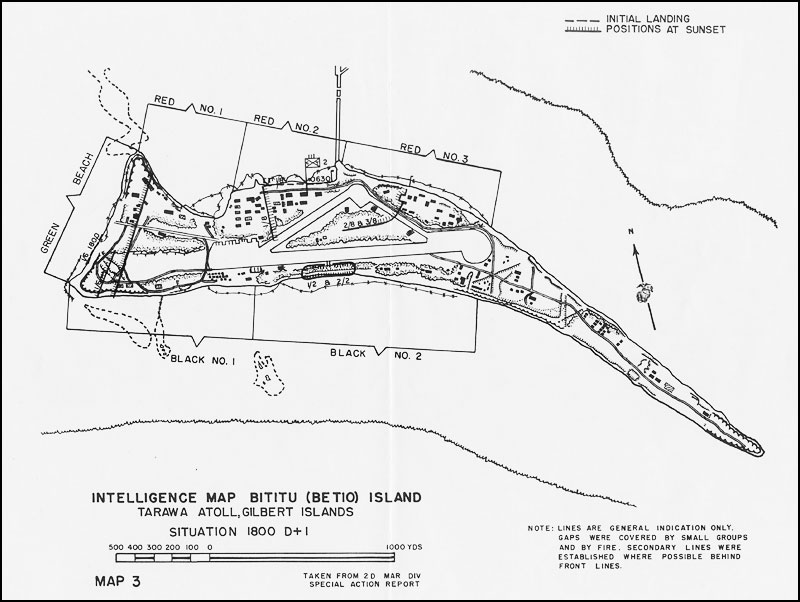
Karte von Betio aus dem Zweiten Weltkrieg